# Svetovno prvenstvo v biatlonu 1973
Svetovno prvenstvo v biatlonu 1973 je dvanajsto svetovno prvenstvo v biatlonu, ki je potekalo med 2. in 4. marcem 1973 v Lake Placidu, ZDA, v dveh disciplinah za moške.

## Dobitniki medalj

### Moški
| Disciplina | Zlato                                                                                  | Zlato     | Srebro                                                                     | Srebro    | Bron                                                                              | Bron      |
| 20 km      | Aleksander Tihonov                                                                     | 1:24:30,2 | Genadij Kovaljov                                                           | 1:27:17,2 | Tor Svendsberget                                                                  | 1:28:08,2 |
| 4 x 7,5 km | Sovjetska zveza · Aleksander Tihonov · Rinat Safin · JuriJ Kolmakov · Genadij Kovaljov |           | Norveška · Tor Svendsberget · Esten Gjelten · Ragnar Tveiten · Kjell Hovda |           | Vzhodna Nemčija · Dieter Speer · Manfred Geyer · Herbert Wiegand · Günter Bartnik |           |

## Medalje po državah
| Poz | Država          | Zlato | Srebro | Bron | Skupaj |
| 1   | Sovjetska zveza | 2     | 1      | 0    | 3      |
| 2   | Norveška        | 0     | 1      | 1    | 2      |
| 3   | Vzhodna Nemčija | 0     | 0      | 1    | 1      |